# Theritas hemon
Espèce
Theritas hemon est une espèce de lépidoptères de la famille des Lycaenidae et de la sous-famille des Theclinae, de la tribu des Eumaeini, du genre Theritas.

## Systématique
- L'espèce Theritas hemon a été décrite par l'entomologiste hollandais Pieter Cramer en 1775, sous le nom initial de Papilio hemon[2]
- La localité type est le Surinam.

### Synonyme
- Papilio hemon Cramer, 1775  (protonyme) Pour la femelle
- Papilio acmon Cramer, 1775 Pour le mâle [3]
- Thecla gispa Hewitson, 1865 [4]
- Thecla acmon Hewitson, 1867 [5]
- Thecla hemon Godman & Salvin, 1887 [6]
- Thecla callirrhoe Goodson, 1945
- Mithras hemon Brown & Mielke, 1967 [7]
- Denivia hemon Bálint & Salazar Escobar, 2003 [8]

## Répartition
Brésil et Guyane française.

## Morphologie

### Mâle

♂ face dorsale
♂ △ - face ventral

### Femelle

♀ face dorsale
♀ △ - face ventral